# 鲍耶环形山
鲍耶环形山(Bolyai)是月球背面南半球一座大型撞击坑，约形成于前酒海纪，其名称取自匈牙利数学家、非欧几里得几何(现称罗氏几何)创始人之一的鲍耶·亚诺什(1802年-1860年)，1970年被国际天文学联合会正式批准接受。

## 描述

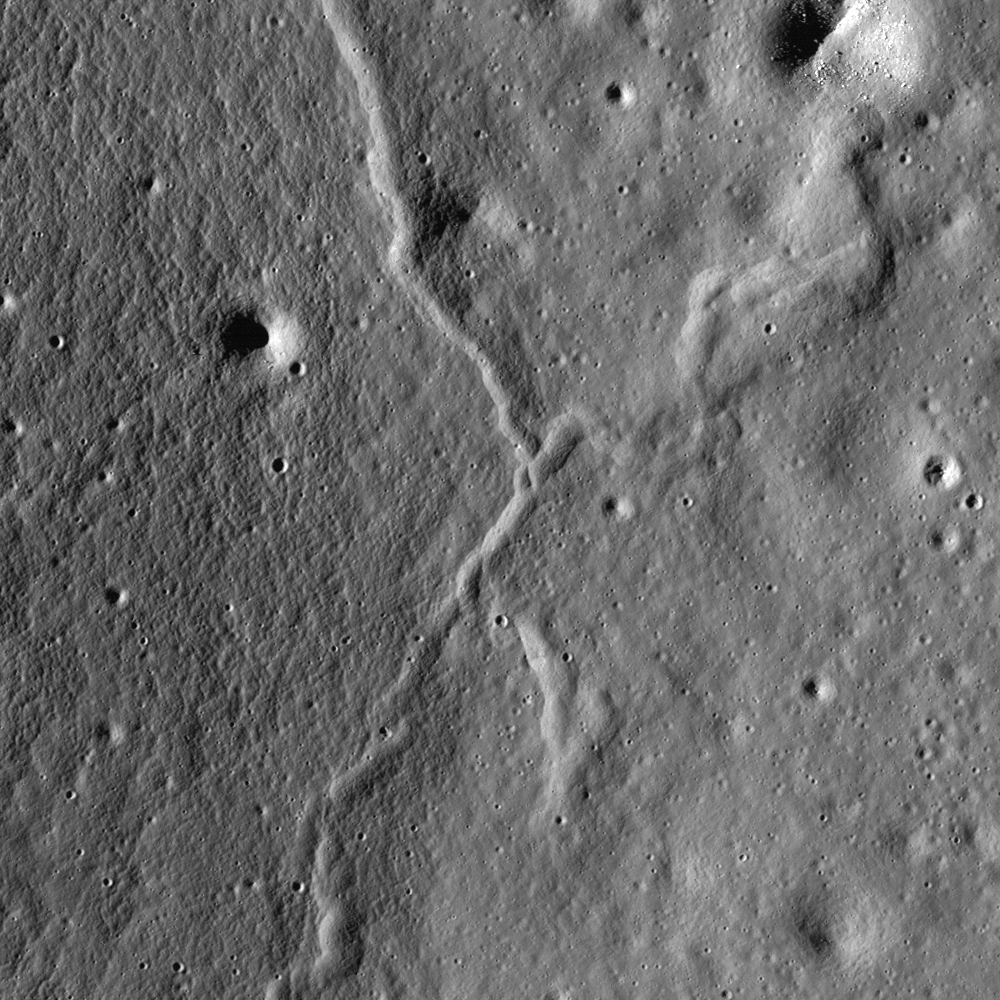
鲍耶环形山坑底西侧的三叉形皱脊，图像宽度1270米。

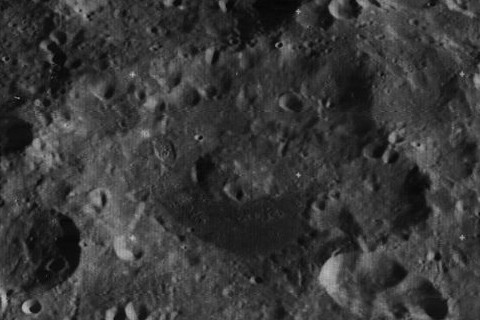
月球轨道器3号拍摄的南向斜视图

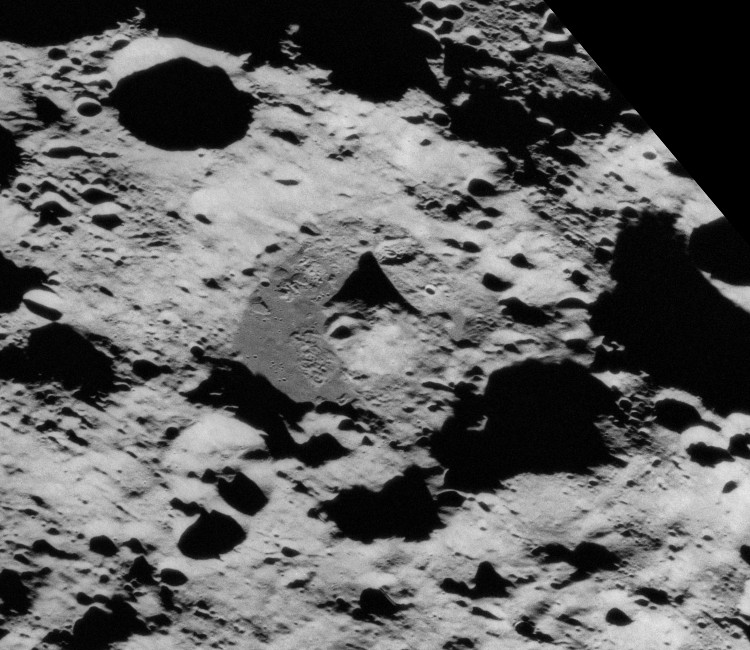
阿波罗17号拍摄的东向斜视图

该陨坑的北面毗邻诺伊明环形山，东南靠近厄缶环形山；科布伦茨陨石坑位于它的南面；西南偏西坐落着皮泽蒂环形山。
该陨坑的中心月面坐标为33°51′S 126°07′E / 33.85°S 126.12°E，直径102.22公里，深度为2.863公里。
鲍耶环形山非常接近南极-艾托肯盆地的西北外侧壁。由于存续时间悠久而经受了极大的撞击侵蚀，现仅残留下一圈覆盖了众多小撞击坑的畸形坑壁。在这些陨坑中最醒目的分别是坐落在东北壁上的卫星坑"鲍耶 D"和西北壁的"鲍耶 W"，而后者实际上是多座重叠的陨坑结构。鲍耶环形山坑壁高出周边地形1500米，内部容积约有10437.70公里3。坑内地表相对平整，但部分区域因陨石的撞击而变得凹凸不平。坑底中心至西侧部分地表已被熔岩流覆盖，这一部分较坑底其它地区更平坦，反照率也更低，在坑底形成一片深色的斑块，在它的南面是一座平缓的中央峰残迹。

## 卫星陨石坑
按惯例，最靠近鲍耶环形山的卫星坑在月图上以字母标注在该坑中心点的旁边。

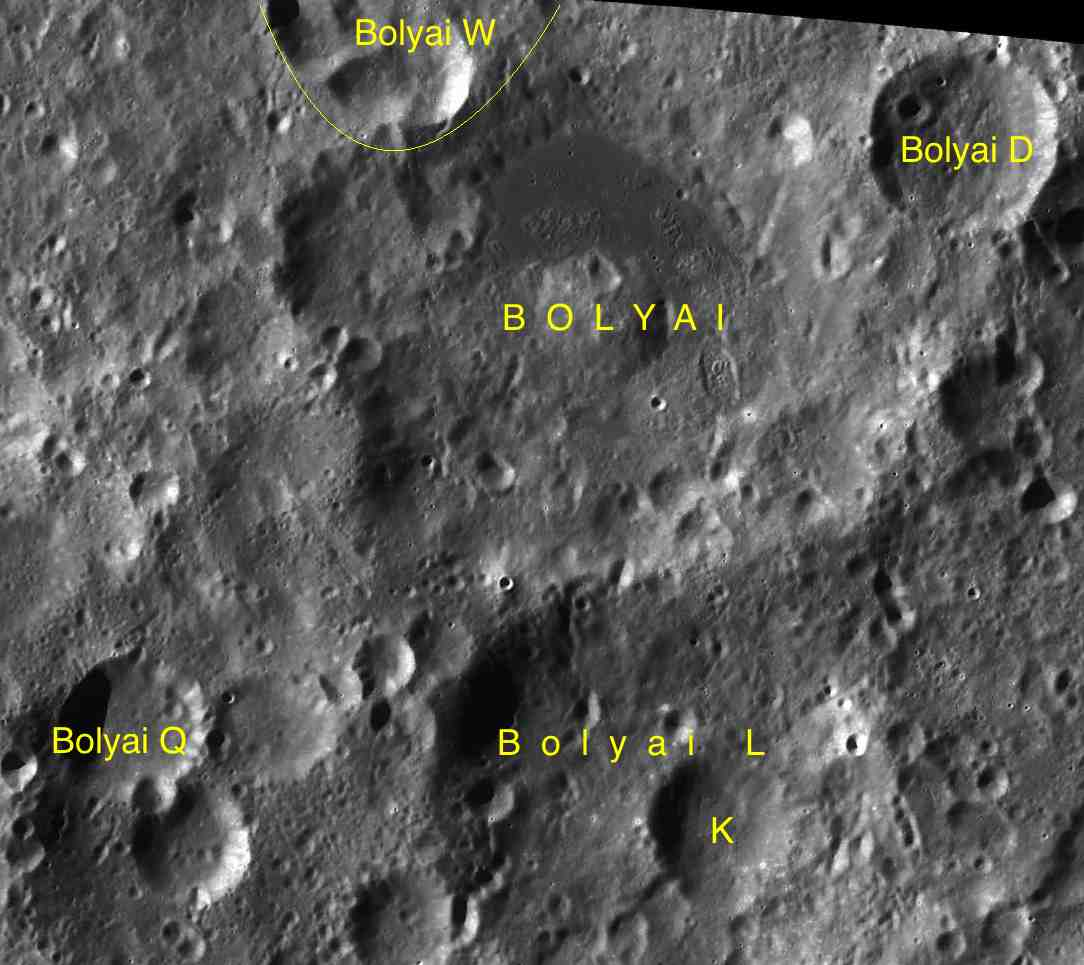
LAC-117 月图

| 鲍耶 | 纬度     | 经度      | 直径     |
| ---- | -------- | --------- | -------- |
| D    | 32.6° S  | 128.45° E | 32.1公里 |
| K    | 36.66° S | 127.23° E | 26.5公里 |
| L    | 36.48° S | 126.66° E | 72.7公里 |
| Q    | 36.29° S | 123.04° E | 26.4公里 |
| W    | 32.05° S | 124.42° E | 53.0公里 |

- 卫星坑"鲍耶 D"形成于早雨海纪[1]；
- 卫星坑"鲍耶 L"形成于前酒海纪[1]。

## 另请参阅
- Andersson, L. E.; Whitaker, E. A. . NASA RP-1097. 1982.
- Blue, Jennifer. . USGS. July 25, 2007  [2007-08-05]. （原始内容存档于2012-04-12）.
- Bussey, B.; Spudis, P. . New York: Cambridge University Press. 2004. ISBN 978-0-521-81528-4.
- Cocks, Elijah E.; Cocks, Josiah C. . Tudor Publishers. 1995. ISBN 978-0-936389-27-1.
- McDowell, Jonathan. . Jonathan's Space Report. July 15, 2007  [2007-10-24]. （原始内容存档于2012-02-08）.
- Menzel, D. H.; Minnaert, M.; Levin, B.; Dollfus, A.; Bell, B. . Space Science Reviews. 1971, 12 (2): 136–186. Bibcode:1971SSRv...12..136M. doi:10.1007/BF00171763.
- Moore, Patrick. . Sterling Publishing Co. 2001. ISBN 978-0-304-35469-6.
- Price, Fred W. . Cambridge University Press. 1988. ISBN 978-0-521-33500-3.
- Rükl, Antonín. . Kalmbach Books. 1990. ISBN 978-0-913135-17-4.
- Webb, Rev. T. W.  6th revised. Dover. 1962. ISBN 978-0-486-20917-3.
- Whitaker, Ewen A. . Cambridge University Press. 1999. ISBN 978-0-521-62248-6.
- Wlasuk, Peter T. . Springer. 2000. ISBN 978-1-85233-193-1.